# Glass Sport Motors

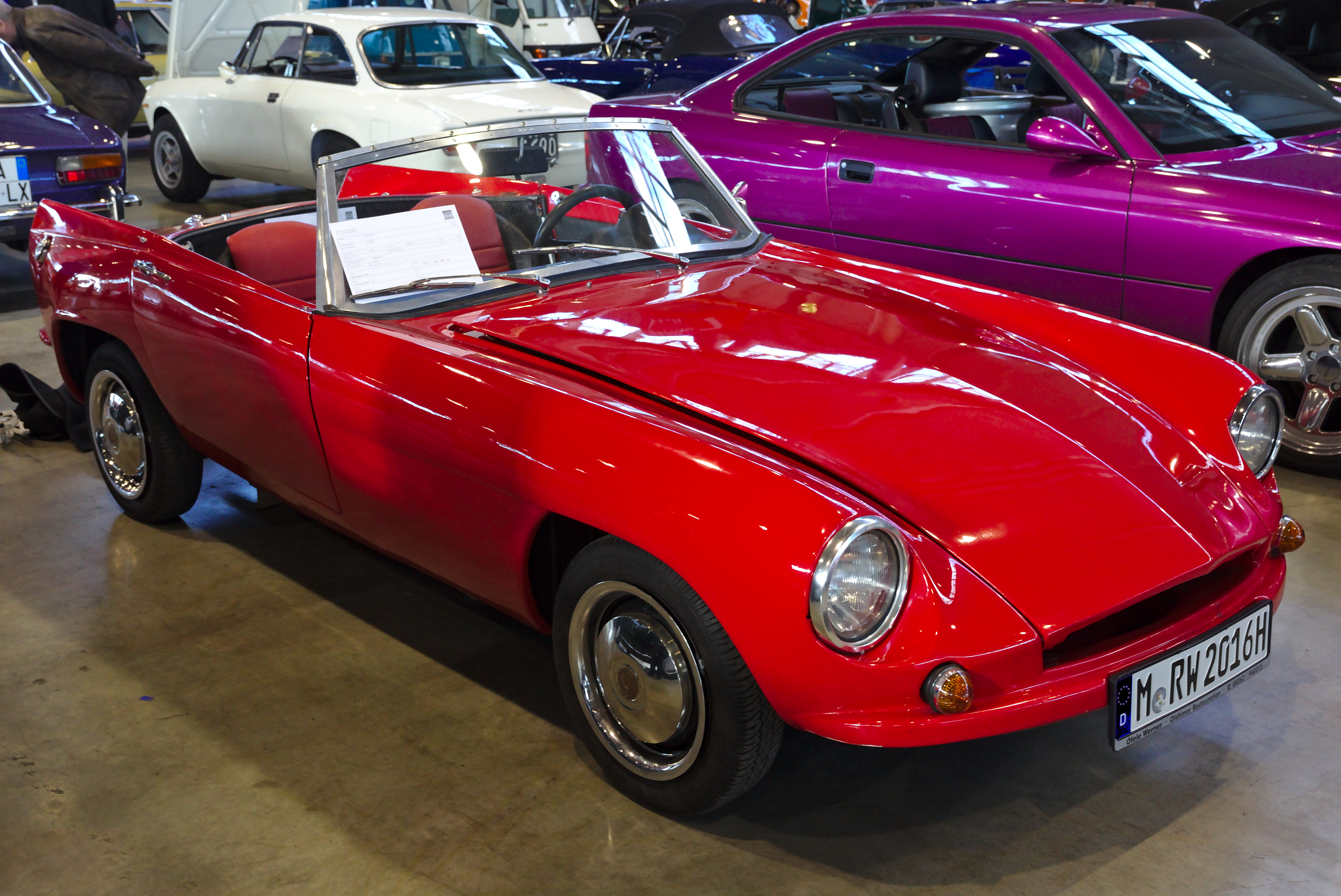
GSM Dart

La Glass Sport Motors Company (GSM) è stata una casa automobilistica sudafricana con sede a Città del Capo, fondata da Bob Van Niekerk e Willie Meissner e attiva tra il 1958 e il 1964.
In quegli anni ha prodotto le auto sportive Flamingo e Dart. Il nome Glass Sport Motors è dato dall'uso della fibra di vetro. La GSM ha perso per un soffio il primo posto di costruttore di automobili sportive in Sudafrica, in quanto battuta dalla GRP che aveva prodotto nel 1957 la Protea.
Una Flamingo, prodotta in circa 150 esemplari, e una Dart, prodotta in circa 200 esemplari, sono conservate al Museo dei Motori di Franschhoek, unitamente ad un esemplare anche della concorrente Protea.